# Сан Ђермано деј Беричи
Сан Ђермано деј Беричи (итал. San Germano dei Berici) је насеље у Италији у округу Виченца, региону Венето.
Према процени из 2011. у насељу је живело 386 становника. Насеље се налази на надморској висини од 64 м.

## Становништво
Према резултатима пописа становништва 2011. у општини је живело 1.153 становника.
| 1931. | 1936. | 1951. | 1961. | 1971. | 1981. | 1991. | 2001. | 2011. |
| ----- | ----- | ----- | ----- | ----- | ----- | ----- | ----- | ----- |
| 2.004 | 1.954 | 1.820 | 1.288 | 1.051 | 1.014 | 1.017 | 1.097 | 1.153 |